# Astrotricha floccosa
Astrotricha floccosa là một loài thực vật có hoa trong Họ Cuồng. Loài này được DC. mô tả khoa học đầu tiên năm 1829.